# Liste der Kulturdenkmale in Berthelsdorf
In der Liste der Kulturdenkmale in Berthelsdorf sind die Kulturdenkmale des Ortsteils Berthelsdorf der sächsischen Stadt Herrnhut verzeichnet, die bis September 2024 vom Landesamt für Denkmalpflege Sachsen erfasst wurden (ohne archäologische Kulturdenkmale). Die Anmerkungen sind zu beachten.

## Liste der Kulturdenkmale in Berthelsdorf
| Bild                                    | Bezeichnung | Lage                                                             | Datierung | Beschreibung | ID       |
| --------------------------------------- | --- | ---------------------------------------------------------------- | --- | --- | -------- |
| Direkt Bild zu diesem Denkmal hochladen | Wohnhaus | Fichtelrode 1 (Karte)                                            | 1. Hälfte 19. Jahrhundert | Obergeschoss Fachwerk, verbrettert, im ursprünglichen Aussehen erhalten, baugeschichtlich von Bedeutung | 08960812 |
| Direkt Bild zu diesem Denkmal hochladen | Wohnhaus | Fichtelrode 7 (Karte)                                            | 1. Hälfte 19. Jahrhundert | Obergeschoss Fachwerk, verschalt, weitgehend im ursprünglichen Aussehen erhaltener Bestandteil der Aussiedlung, baugeschichtlich von Bedeutung | 08960813 |
| Direkt Bild zu diesem Denkmal hochladen | Wohnhaus | Harzweg 3 (Karte)                                                | Bezeichnet mit 1804 | Obergeschoss Fachwerk, verbrettert, weitgehend im ursprünglichen Aussehen erhalten, baugeschichtlich von Bedeutung | 08960855 |
|                                         | Textilfabrik Dreßler und Marx (Frottana) | Hauptstraße 2 (Karte)                                            | Um 1910 | Großer kubischer Baukörper mit großen Fabrikfenstern, baugeschichtlich und wirtschaftsgeschichtlich von Bedeutung | 09303962 |
| Direkt Bild zu diesem Denkmal hochladen | Wohnhaus | Hauptstraße 4 (Karte)                                            | Um 1850 | Obergeschoss Fachwerk, einfaches Beispiel der Holzbauweise, baugeschichtlich von Bedeutung | 08960803 |
|                                         | Wohnhaus | Hauptstraße 9 (Karte)                                            | Um 1800 | Obergeschoss Fachwerk, teils verputzt, teils Sichtfachwerk, alter Baukörper; baugeschichtlich von Bedeutung, auenbildprägend | 08960802 |
|                                         | Wohnhaus (Umgebinde) | Hauptstraße 10 (Karte)                                           | Anfang 19. Jahrhundert | Obergeschoss Fachwerk verbrettert, regionaltypische Konstruktion, integrativer Bestandteil der Auenbebauung, baugeschichtlich von Bedeutung | 08960799 |
| Direkt Bild zu diesem Denkmal hochladen | Wohnhaus | Hauptstraße 36 (Karte)                                           | 18. Jahrhundert | Obergeschoss Fachwerk, verbrettert, integrativer Bestandteil der Auenbebauung, baugeschichtlich von Bedeutung | 08960826 |
|                                         | Wohnhaus | Hauptstraße 37 (Karte)                                           | 1. Hälfte 19. Jahrhundert | Obergeschoss Fachwerk, verbrettert, Holzkonstruktion erhalten, landschaftstypisch, in Hanglage, baugeschichtlich von Bedeutung | 08960829 |
|                                         | Wohnhaus (Umgebinde) mit integriertem Wirtschaftsteil, ohne Anbau | Hauptstraße 43 (Karte)                                           | 2. Hälfte 19. Jahrhundert | Doppelstubenhaus, Zeugnis der späten Holzbauarchitektur, baugeschichtlich und straßenbildprägend von Bedeutung | 08960827 |
| Weitere Bilder                          | Wohnhaus (Umgebinde) | Hauptstraße 44 (Karte)                                           | 1. Hälfte 19. Jahrhundert | Obergeschoss Fachwerk, baugeschichtlich und straßenbildprägend von Bedeutung | 08960820 |
| Direkt Bild zu diesem Denkmal hochladen | Wohnstallhaus mit Wohnanbau | Hauptstraße 46, 48 (Karte)                                       | Um 1800, Anbau womöglich etwas jünger | Obergeschoss Fachwerk, Strukturbestandteil der Auenbebauung, weitgehend im ursprünglichen Aussehen erhalten, baugeschichtlich von Bedeutung | 08960819 |
|                                         | Doppelwohnhaus | Hauptstraße 49, 51 (Karte)                                       | Um 1800 | Obergeschoss Fachwerk, verbrettert, baugeschichtlich von Bedeutung | 08960825 |
| Direkt Bild zu diesem Denkmal hochladen | Wohnhaus über Hakengrundriss | Hauptstraße 64 (Karte)                                           | 1. Hälfte 19. Jahrhundert | Obergeschoss Fachwerk, verbrettert, Giebel zweifarbig verschiefert, baugeschichtlich von Bedeutung | 08960853 |
| Weitere Bilder                          | Wohnhaus (Umgebinde) mit integriertem Wirtschaftsteil | Hauptstraße 69 (Karte)                                           | Laut Auskunft 1811 | Obergeschoss Fachwerk, sorgfältig verschalt, baugeschichtlich und straßenbildprägend von Bedeutung | 08960821 |
| Direkt Bild zu diesem Denkmal hochladen | Wohnhaus | Hauptstraße 74 (Karte)                                           | Nach 1800 | Obergeschoss Fachwerk, zweifarbig verschiefert, regionaltypisches Aussehen, baugeschichtlich von Bedeutung | 08960857 |
|                                         | Wohnhaus mit angebautem Wirtschaftsteil | Hauptstraße 77 (Karte)                                           | 1. Hälfte 18. Jahrhundert | Geprägt durch Krüppelmansarddach, auf Pfeilern ruhender Vorbau mit Satteldach, ehemals Ortsbehörde, bildet den Abschluss der um 1750 angelegten Herrnhuter Allee, baugeschichtlich, ortsgeschichtlich und straßenbildprägend von Bedeutung | 08960822 |
|                                         | Wohnstallhaus mit integrierter Scheune und Seitengebäude | Hauptstraße 79 (Karte)                                           | Um 1800 | Wohnstallhaus Obergeschoss Fachwerk, integrativer Strukturbestandteil der Auenbebauung, in der Konstruktion erhalten, baugeschichtlich und straßenbildprägend von Bedeutung | 08960841 |
| Direkt Bild zu diesem Denkmal hochladen | Wohnhaus | Hauptstraße 82 (Karte)                                           | 1. Hälfte 19. Jahrhundert | Obergeschoss Fachwerk, ornamental verschiefert, hochgradig im ursprünglichen Aussehen erhalten, baugeschichtlich und straßenbildprägend von Bedeutung | 08960860 |
|                                         | Wohnhaus | Hauptstraße 83 (Karte)                                           | 18. Jahrhundert | Einst Brauhaus, eine Giebelseite ornamental verschiefert, integrativer Bestandteil der Auenbebauung, baugeschichtlich von Bedeutung | 08960847 |
| Direkt Bild zu diesem Denkmal hochladen | Wohnhaus | Hauptstraße 89 (Karte)                                           | Um 1800 | Obergeschoss Fachwerk, zum Teil verschiefert, zum Teil unter Putz, in der Konstruktion und im Aussehen weitgehend original erhalten, baugeschichtlich von Bedeutung | 08960852 |
| Direkt Bild zu diesem Denkmal hochladen | Doppelwohnhaus (Umgebinde) und Gartenhaus | Hauptstraße 95, 97 (Karte)                                       | 2. Hälfte 18. Jahrhundert (Wohnhaus); Ende 19. Jahrhundert (Gartenhaus) | Wohnhaus Obergeschoss Fachwerk, zum Teil verschiefert, zum Teil unter Putz, baugeschichtlich von Bedeutung | 08960856 |
| Direkt Bild zu diesem Denkmal hochladen | Wohnhaus (Umgebinde) | Hauptstraße 101 (Karte)                                          | 18. Jahrhundert, womöglich noch älter | Doppelstubenhaus, Langständerbau, Obergeschoss Fachwerk, zum Teil verbrettert, trotz Veränderungen im Aussehen und in der Konstruktion erhalten, eines der ältesten Häuser im Ort, baugeschichtlich und hausgeschichtlich von Bedeutung | 08960858 |
| Direkt Bild zu diesem Denkmal hochladen | Darre einer Gerberei | Hauptstraße 103 (Karte)                                          | 19. Jahrhundert | Regional singulärer Bau, baugeschichtlich und technikgeschichtlich von Bedeutung | 08960859 |
| Direkt Bild zu diesem Denkmal hochladen | Wohnstallhaus (Umgebinde) | Hauptstraße 110 (Karte)                                          | 1. Hälfte 19. Jahrhundert | Obergeschoss Fachwerk, trotz Veränderungen Bestandteil der Umgebungsstruktur, baugeschichtlich von Bedeutung | 08960863 |
| Weitere Bilder                          | Wohnmühlenhaus, Mühlteich, Zulauf und Wehr (bei Nr. 113) der ehemaligen Niedermühle | Hauptstraße 118 (Karte)                                          | Anfang 19. Jahrhundert | Wohnmühlenhaus Obergeschoss Fachwerk, baugeschichtlich und ortsgeschichtlich von Bedeutung | 08960889 |
| Direkt Bild zu diesem Denkmal hochladen | Sägewerk Bittrich mit Sägegatter und technischer Ausstattung | Hauptstraße 118a (Karte)                                         | 1911 | Technik von 1911, ehemals Bittrich, gegründet 1867, technikgeschichtlich von Bedeutung | 08960890 |
| Direkt Bild zu diesem Denkmal hochladen | Steindeckerbrücke | Hauptstraße 139 (vor) (Karte)                                    | 19. Jahrhundert | Baugeschichtlich von Bedeutung | 08960884 |
| Direkt Bild zu diesem Denkmal hochladen | Doppelwohnhaus | Hauptstraße 145, 147 (Karte)                                     | 1. Hälfte 19. Jahrhundert | Obergeschoss zum Teil Fachwerk, integrativer Bestandteil der Auenbebauung, baugeschichtlich von Bedeutung | 08960885 |
| Weitere Bilder                          | Schloss Berthelsdorf (Sachgesamtheit), auch „Zinzendorf-Schloss“ und Rittergut Berthelsdorf Mittelhof | Herrnhuter Straße 3, 5, 7, 9, 11, 12, 13, 14, 15, 16, 17 (Karte) | Bezeichnet mit 1721 (Schloss); ab 18. Jahrhundert (Wirtschaftshof); 1756 (Alte Brennerei, Nr. 5); bezeichnet mit 1806 (Brauerei, Nr. 17); um 1830 (Nebengebäude der Brauerei, Nr. 17); um 1900 (Schmiede); um 1912 (Bedienstetenwohnhäuser, Nr. 11 und 13) | Sachgesamtheit Schloss Berthelsdorf mit folgenden Einzeldenkmalen: Schloss (Nr. 17) mit Gartenanlage und Einfriedungsmauer, Alte Brauerei (Nr. 3) mit Nebengebäude, Alte Brennerei (Nr. 5), zwei Unitätsdirektorenhäuser (Nr. 7 und 9) mit hinterem U-förmigen Wirtschaftsgebäude, zwei weitere Unitätsdirektorenhäuser (Nr. 12 und 14) mit Bruchsteinmauer und altem Baumbestand sowie das zugehörige dreiflügelige Gebäude mit Remisen (Nr. 16), Schweizerhaus (Nr. 15), der Wirtschaftshof (Nr. 17) mit Brauerei und Nebengebäude mit originaler technischer Ausstattung sowie fünf große Stall- und Scheunengebäude, dazu die Hofpflasterung (siehe Einzeldenkmale 08992412 unter gleicher Anschrift), die Herrnhuter Allee (Gartendenkmal) und folgenden Sachgesamtheitsteilen: Bedienstetenwohnhäuser (Nr. 11 und 13) sowie nördliche Schmiede; Rittergut 1722 vom Begründer der Herrnhuter Brüdergemeine Nikolaus Ludwig Graf Zinzendorf von seiner Großmutter gekauft und von ihm in seinem baulichen Kernbereich geprägt, von 1791 bis 1913 Zentrale der Unitäts-Ältestenkonferenz, danach Remonteamt, Schloss mit überregionaler Bedeutung, alle anderen Denkmale und Bestandteile der Sachgesamtheit ebenfalls mit großer geschichtlicher Bedeutung als Teil einer weltüberspannenden Bewegung. | 09303261 |
| Weitere Bilder                          | Schloss (Nr. 17, ursprünglich Nr. 1) mit Gartenanlage und Einfriedungsmauer (Einzeldenkmale der Sachgesamtheit 09303261) | Herrnhuter Straße 3, 5, 7, 9, 12, 14, 15, 16, 17 (Karte)         | Bezeichnet mit 1721 | Einzeldenkmale der Sachgesamtheit Schloss Berthelsdorf; Gründungsort der Evangelischen Brüder-Unität durch Graf Nikolaus Ludwig von Zinzendorf, baugeschichtlich, überregional geschichtlich und wissenschaftlich von Bedeutung | 08992412 |
| Weitere Bilder                          | Alte Brauerei (Nr. 3) und Nebengebäude mit originaler technischer Ausstattung (Einzeldenkmale der Sachgesamtheit 09303261) | Herrnhuter Straße 3 (Karte)                                      | Bezeichnet mit 1806 | Einzeldenkmale der Sachgesamtheit Schloss Berthelsdorf; Gründungsort der Evangelischen Brüder-Unität durch Graf Nikolaus Ludwig von Zinzendorf, baugeschichtlich, überregional geschichtlich und wissenschaftlich von Bedeutung. Brauerei von 1806 bis 1920, danach bis in die 1950er Jahre als Mälzerei genutzt. | 08992412 |
| Weitere Bilder                          | Ehemalige Brennerei (Einzeldenkmal der Sachgesamtheit 09303261) | Herrnhuter Straße 5 (Karte)                                      | 1756 | Einzeldenkmal der Sachgesamtheit Schloss Berthelsdorf; Gründungsort der Evangelischen Brüder-Unität durch Graf Nikolaus Ludwig von Zinzendorf, baugeschichtlich, überregional geschichtlich und wissenschaftlich von Bedeutung. Von 1801 bis 1847 als Brennerei genutzt, jetzt Wohnhaus. | 08992412 |
| Weitere Bilder                          | Zwei Unitätsdirektorenhäuser (Nr. 7 und 9) mit hinterem U-förmigen Wirtschaftsgebäude (Einzeldenkmale der Sachgesamtheit 09303261) | Herrnhuter Straße 7, 9 (Karte)                                   | 1790 | Einzeldenkmale der Sachgesamtheit Schloss Berthelsdorf; Gründungsort der Evangelischen Brüder-Unität durch Graf Nikolaus Ludwig von Zinzendorf, baugeschichtlich, überregional geschichtlich und wissenschaftlich von Bedeutung | 08992412 |
| Weitere Bilder                          | zwei Unitätsdirektorenhäuser (Nr. 12 und 14) mit Bruchsteinmauer sowie das zugehörige dreiflügelige Gebäude mit Remisen (Nr. 16), Einzeldenkmale der Sachgesamtheit 09303261 | Herrnhuter Straße 12, 14, 16 (Karte)                             | 1869 | Einzeldenkmale der Sachgesamtheit Schloss Berthelsdorf; Gründungsort der Evangelischen Brüder-Unität durch Graf Nikolaus Ludwig von Zinzendorf, baugeschichtlich, überregional geschichtlich und wissenschaftlich von Bedeutung | 08992412 |
|                                         | Schweizerhaus (Einzeldenkmal der Sachgesamtheit 09303261) | Herrnhuter Straße 15 (Karte)                                     | | Einzeldenkmale der Sachgesamtheit Schloss Berthelsdorf; Gründungsort der Evangelischen Brüder-Unität durch Graf Nikolaus Ludwig von Zinzendorf, baugeschichtlich, überregional geschichtlich und wissenschaftlich von Bedeutung | 08992412 |
| Weitere Bilder                          | Wirtschaftshof (Nr. 17), barockes Speicher- und Wirtschaftsgebäude (Einzeldenkmale der Sachgesamtheit 09303261) | Herrnhuter Straße 17 (Karte)                                     | Ab 18. Jahrhundert | Einzeldenkmale der Sachgesamtheit Schloss Berthelsdorf; Gründungsort der Evangelischen Brüder-Unität durch Graf Nikolaus Ludwig von Zinzendorf, baugeschichtlich, überregional geschichtlich und wissenschaftlich von Bedeutung | 08992412 |
| Weitere Bilder                          | Fünf große Stall- und Scheunengebäude (Einzeldenkmale der Sachgesamtheit 09303261) | Herrnhuter Straße 17 (Karte)                                     | Ab 18. Jahrhundert | Einzeldenkmale der Sachgesamtheit Schloss Berthelsdorf; Gründungsort der Evangelischen Brüder-Unität durch Graf Nikolaus Ludwig von Zinzendorf, baugeschichtlich, überregional geschichtlich und wissenschaftlich von Bedeutung | 08992412 |
| Weitere Bilder                          | Hofpflasterung am Schloss und am barocken Speicher- und Wirtschaftsgebäude (Einzeldenkmal der Sachgesamtheit 09303261) | Herrnhuter Straße 17 (Karte)                                     | Ab 18. Jahrhundert | Einzeldenkmal der Sachgesamtheit Schloss Berthelsdorf | 08992412 |
| Weitere Bilder                          | Herrnhuter Allee (Einzeldenkmal der Sachgesamtheit 09303261) | Herrnhuter Straße (Karte)                                        | 1750 | Einzeldenkmal der Sachgesamtheit Schloss Berthelsdorf, siehe auch die Fortsetzung als Berthelsdorfer Allee (ID-Nr. 09307168) in Herrnhut | 08992412 |
| Direkt Bild zu diesem Denkmal hochladen | Wohnhaus | Kemnitzer Straße 8 (Karte)                                       | 1. Hälfte 19. Jh. | Obergeschoss Fachwerk, musterverschiefert, Beispiel der regionaltypischen Holzbauweise, baugeschichtlich von Bedeutung | 08960811 |
| Direkt Bild zu diesem Denkmal hochladen | Seitengebäude des ehemaligen Obergutes und Teile der Einfriedung | Kemnitzer Straße 12 (Karte)                                      | Mitte 18. Jahrhundert | Einzig verbliebener Baukörper, baugeschichtlich und ortsgeschichtlich von Bedeutung | 08960887 |
| Direkt Bild zu diesem Denkmal hochladen | Wohnstallhaus (Umgebinde) | Neuberthelsdorf 7 (Karte)                                        | Um 1800 | Obergeschoss Fachwerk verbrettert, einziges in seinem Umgebinde-Teil original erhaltenes Gebäude der Siedlung, baugeschichtlich und sozialgeschichtlich von Bedeutung | 08960867 |
| Direkt Bild zu diesem Denkmal hochladen | Alte Försterei der Unität | Neuberthelsdorfer Straße 5 (Karte)                               | 19. Jahrhundert | Baugeschichtlich und ortsgeschichtlich von Bedeutung | 08960894 |
| Direkt Bild zu diesem Denkmal hochladen | Wohnhaus | Nordstraße 1 (Karte)                                             | 1. Hälfte 19. Jahrhundert | Obergeschoss Fachwerk, verbrettert, bildprägender Bestandteil der Umgebungsstruktur, baugeschichtlich von Bedeutung | 08960815 |
| Direkt Bild zu diesem Denkmal hochladen | Wohnhaus (Umgebinde) | Nordstraße 5 (Karte)                                             | 1. Viertel 19. Jahrhundert | Obergeschoss Sichtfachwerk, Giebel verbrettert, herausragendes Beispiel Oberlausitzer Holzbauweise, baugeschichtlich von Bedeutung | 08960816 |
| Direkt Bild zu diesem Denkmal hochladen | Wohnstallhaus und Scheune eines Bauernhofes | Nordstraße 10 (Karte)                                            | 1. Hälfte 19. Jahrhundert, Kern womöglich älter | In Aussehen und Struktur erhaltenes Beispiel älterer Holzbauweise, baugeschichtlich und wirtschaftsgeschichtlich von Bedeutung | 08960817 |
| Direkt Bild zu diesem Denkmal hochladen | Wohnstallhaus eines Vierseithofes | Nordstraße 32 (Karte)                                            | Um 1800 | Obergeschoss Fachwerk, verbrettert, Giebel verschalt, Relikt der regionaltypischen Holzbauweise, baugeschichtlich von Bedeutung | 08960818 |
| Direkt Bild zu diesem Denkmal hochladen | Wohnhaus | Obere Dorfstraße 2 (Karte)                                       | Um 1730 | Obergeschoss Fachwerk, Schwenkfelderhaus in schlesischer Bauweise, baugeschichtlich und ortsgeschichtlich von Bedeutung | 09302651 |
|                                         | Doppelwohnhaus (Umgebinde) | Obere Dorfstraße 3, 5 (Karte)                                    | 1730–1733 | Obergeschoss Fachwerk, Schwenkfelderhaus, Bestandteil der ältesten erhaltenen örtlichen Bausubstanz, baugeschichtlich und ortsgeschichtlich von Bedeutung | 08960798 |
|                                         | Wohnhaus | Obere Dorfstraße 4 (Karte)                                       | 18. Jahrhundert | Obergeschoss Fachwerk, markanter Dachüberstand, ehemals Vorlaube vor der Hälfte der Hofseite, in Konstruktion sonst weitgehend erhalten, baugeschichtlich und hausgeschichtlich von Bedeutung | 08960797 |
|                                         | Wohnhaus | Obere Dorfstraße 6 (Karte)                                       | 1. Hälfte 19. Jahrhundert, womöglich älter | Obergeschoss Fachwerk, einfaches Beispiel ländlicher Holzbauweise, Bestandteil der Auenbebauung, baugeschichtlich von Bedeutung | 08960806 |
|                                         | Wohnhaus (Umgebinde) | Obere Dorfstraße 8 (Karte)                                       | 1730–1733 | Obergeschoss Fachwerk, Schwenkfelderhaus, baugeschichtlich und ortsgeschichtlich von Bedeutung | 08960805 |
|                                         | Doppelwohnhaus (Gotteshaus, auch Schwenkfelder Kirche oder Betsaal der Schwenkfelder) | Obere Dorfstraße 10, 12 (Karte)                                  | Nach 1727 | Fachwerkgebäude, eingeschossiges Wohnhaus des Pfarrers der Schwenkfelder (Schwenkfelderhaus), baugeschichtlich, hausgeschichtlich und ortsgeschichtlich von Bedeutung, auch Schwenkfelder Kirche bzw. Betsaal der Schwenkfelder genannt. | 08960804 |
|                                         | Wohnhaus | Obere Dorfstraße 15 (Karte)                                      | 18. Jahrhundert | Ehemaliges Umgebindehaus, Obergeschoss Fachwerk, Oberlaube, baugeschichtlich von Bedeutung | 08960809 |
|                                         | Wohnhaus | Obere Dorfstraße 17 (Karte)                                      | 18. Jahrhundert | Obergeschoss Fachwerk, einfaches Beispiel ländlicher Holzbauweise, Bestandteil der Auenbebauung, baugeschichtlich von Bedeutung | 08960808 |
|                                         | Wohnhaus | Obere Dorfstraße 22 (Karte)                                      | Um 1800 | Obergeschoss Fachwerk, integrativer Bestandteil der Auenbebauung, baugeschichtlich von Bedeutung | 08960801 |
|                                         | Schmiede | Schulstraße 4 (Karte)                                            | Bezeichnet mit 1873, Kern wahrscheinlich älter | Obergeschoss Fachwerk, langgestreckter Bau, zum Teil alte Technik vorhanden, ortsgeschichtlich und straßenbildprägend von Bedeutung | 08960845 |
|                                         | Sogenanntes Stockhaus (Gefängnis der Unität) | Schulstraße 6 (Karte)                                            | 18. Jahrhundert | Sozialgeschichtlich von Bedeutung | 08960861 |
|                                         | Wohnstallhaus mit angebauter Scheune auf Hakengrundriss | Schulstraße 9 (Karte)                                            | Um 1800 | Wohnstallhaus Obergeschoss teils Fachwerk, Holzscheune, in der Konstruktion erhaltenes Beispiel ländlicher Bauweise, baugeschichtlich und wirtschaftsgeschichtlich von Bedeutung | 08960844 |
|                                         | Wohnhaus | Schulstraße 13 (Karte)                                           | Um 1800, womöglich älter | Obergeschoss Fachwerk, in der Konstruktion erhalten, baugeschichtlich von Bedeutung | 08960843 |
|                                         | Wohnhaus (Umgebinde) | Schulstraße 17, 19 (Karte)                                       | Um 1800 | Doppelstubenhaus, Obergeschoss Fachwerk, baugeschichtlich und sozialgeschichtlich von Bedeutung | 08960842 |
|                                         | Wohnhaus (Umgebinde) | Schulstraße 21 (Karte)                                           | 1. Hälfte 19. Jh. | Obergeschoss Fachwerk, Hanglage, weitgehend im ursprünglichen Aussehen erhalten, baugeschichtlich und sozialgeschichtlich von Bedeutung | 08960846 |
|                                         | Pfarrhaus, Scheune hinten rechts am Weg und Wassertrog | Schulstraße 27 (Karte)                                           | 19. Jahrhundert (Scheune) | Pfarrhaus klassizistisch mit Mittelrisalit und Drempel, baugeschichtlich und ortsgeschichtlich von Bedeutung | 08960849 |
| Weitere Bilder                          | Kirche und Kirchhof Berthelsdorf (Sachgesamtheit) | Schulstraße 27 (neben) (Karte)                                   | 18. Jahrhundert | Sachgesamtheit Kirche und Kirchhof Berthelsdorf mit folgenden Einzeldenkmalen: Kirche, Kirchhofs-mauer mit zwei Torzugängen, zwei Nebengebäude an der westlichen (linken) Auffahrt, Denkmale für die Gefallenen des Ersten und Zweiten Weltkrieges, Grabanlage Ernst Gustav Paul (1828–1898), Fabrikbesitzer, mit schmiedeeiserner Einfriedung, dreizoniger Wandaufbau mit überhöhtem Mittelteil, Grabmal Johann Adam Beyer (1736–1806) und Johanna Rahel Beyer (1756–1822), Sandstein, zwei Kindergrabmale an der Kirchenwand für Kinder der Familie von Gersdorf mit figürlichen Reliefs (um 1580), barockes Grabmal an der Kirchenwand (18. Jahrhundert), Schwenckfelder-Gedenkstein sowie Einfriedungsmauer des nordwestlich gelegenen neuen Friedhofs (siehe Einzeldenkmale 08960850); baugeschichtlich und ortsgeschichtlich von Bedeutung | 08960851 |
| Weitere Bilder                          | Kirche, Kirchhofmauer mit zwei Torzugängen, zwei Nebengebäude an der westlichen Auffahrt, Denkmale für die Gefallenen des Ersten und Zweiten Weltkrieges, Grabanlage Ernst Gustav Paul (1828–1898), Fabrikbesitzer, mit schmiedeeiserner Einfriedung, dreizoniger Wandaufbau mit überhöhtem Mittelteil, Grabmal Johann Adam Beyer (1736–1806) und Johanna Rahel Beyer (1756–1822), Sandstein, zwei Kindergrabmale an der Kirchenwand für Kinder der Familie von Gersdorf mit figürlichen Reliefs (um 1580), barockes Grabmal an der Kirchenwand (18. Jh.), Schwenckfelder-Gedenkstein sowie Einfriedungsmauer des nordwestlich gelegenen neuen Friedhofs (Einzeldenkmale zu ID-Nr. 08960851) | Schulstraße 27 (neben) (Karte)                                   | 14. Jahrhundert (Kirche); um 1580 (zwei Kindergrabmale Familie von Gersdorf); 18. Jahrhundert (barock, an der Kirchwand); Anfang 19. Jahrhundert (Johann Adam Beyer, Johanna Rahel Beyer); Ende 19. Jahrhundert (Ernst Gustav Paul)                        | Einzeldenkmale der Sachgesamtheit Kirche und Kirchhof Berthelsdorf; baugeschichtlich und ortsgeschichtlich von Bedeutung | 08960850 |
| Direkt Bild zu diesem Denkmal hochladen | Wohnhaus | Schulstraße 29 (Karte)                                           | 1. Hälfte 19. Jahrhundert | Obergeschoss Fachwerk, trotz Veränderungen im Erdgeschoss überwiegend im ursprünglichen Aussehen erhalten, baugeschichtlich von Bedeutung | 08960848 |
|                                         | Wohnstallhaus (Umgebinde) | Südstraße 1 (Karte)                                              | 18. Jahrhundert | Obergeschoss Fachwerk, baugeschichtlich und sozialgeschichtlich von Bedeutung | 08960796 |
|                                         | Wohnstallhaus (Umgebinde) und Nebengebäude (Holzkonstruktion) | Südstraße 14 (Karte)                                             | 1. Hälfte 19. Jahrhundert | Wohnhaus Obergeschoss Fachwerk, Nebengebäude Krüppelwalmdach, Bau holzverschlagen, baugeschichtlich und sozialgeschichtlich von Bedeutung | 08960794 |
|                                         | Wohnhaus | Südstraße 16 (Karte)                                             | Um 1850 | Obergeschoss Fachwerk, in der Holzkonstruktion erhalten, baugeschichtlich von Bedeutung | 08960793 |
|                                         | Wohnhaus (Umgebinde) mit Wirtschaftsteil | Südstraße 25 (Karte)                                             | 1. Hälfte 19. Jahrhundert | Obergeschoss Fachwerk, gut erhaltenes Beispiel regionaltypischer Holzbauweise, baugeschichtlich von Bedeutung | 08960795 |
|                                         | Wohnhaus | Südstraße 27 (Karte)                                             | Um 1800 | Obergeschoss Fachwerk, verschalt, in der Konstruktion erhalten, baugeschichtlich von Bedeutung | 08960888 |
|                                         | Wohnstallhaus (Umgebinde) | Südstraße 40 (Karte)                                             | Um 1850 | Obergeschoss Fachwerk verbrettert, kleines Häusleranwesen, in der Konstruktion erhalten, baugeschichtlich und sozialgeschichtlich von Bedeutung | 08960833 |
| Direkt Bild zu diesem Denkmal hochladen | Wohnhaus | Südstraße 52 (Karte)                                             | 1955 | Über fast quadratischer Fläche eingeschossig mit Keller und Satteldach, schlicht und eher traditionell, entworfen für den Leiter der VEB Saatzucht auf dem Gut in Berthelsdorf, Joachim Schober, mit Treppe und Terrasse vollkommen original erhalten, besitzt der Bau eine hohe baugeschichtliche und als sehr früher Eigenheimtyp in der DDR eine singuläre geschichtliche Bedeutung | 09307521 |
|                                         | Wohnhaus | Südstraße 67 (Karte)                                             | Um 1800 | Obergeschoss Fachwerk, verschalt, baugeschichtlich von Bedeutung | 08960832 |
|                                         | Pflegeheim (Sozietätspflegehaus; Haus Friedenshoffnung; Mädchenheim) | Südstraße 73 (Karte)                                             | 1723 | Putzbau über U-förmigem Grundriss mit dominantem Dachreiter, baugeschichtlich, ortsgeschichtlich und straßenbildprägend von Bedeutung | 08960824 |
| Direkt Bild zu diesem Denkmal hochladen | Wohnstallhaus | Südstraße 75 (Karte)                                             | Um 1800 | Obergeschoss Fachwerk, Giebelseite verbrettert, im Aussehen erhaltenes Beispiel ländlicher Holzbauweise, baugeschichtlich von Bedeutung | 08960823 |
| Direkt Bild zu diesem Denkmal hochladen | Wohnhaus | Zur Kränke 5 (Karte)                                             | Nach 1813 | Obergeschoss Fachwerk, im originalen Aussehen erhaltener Bestandteil der Aussiedlung, baugeschichtlich und sozialgeschichtlich von Bedeutung | 08960864 |
| Direkt Bild zu diesem Denkmal hochladen | Wohnhaus | Zur Kränke 9 (Karte)                                             | Nach 1813 | Obergeschoss Fachwerk, verbrettert, Bestandteil der Aussiedlung, baugeschichtlich und sozialgeschichtlich von Bedeutung | 08960865 |
| Direkt Bild zu diesem Denkmal hochladen | Wohnhaus | Zur Kränke 17 (Karte)                                            | Nach 1813 | Obergeschoss Fachwerk, baugeschichtlich und sozialgeschichtlich von Bedeutung | 08960866 |

## Streichungen von der Denkmalliste
| Bild                                    | Bezeichnung | Lage                                                      | Datierung                                                                                                 | Beschreibung | ID       |
| --------------------------------------- | --- | --------------------------------------------------------- | --- | --- | -------- |
| Direkt Bild zu diesem Denkmal hochladen | Mord- und Sühnekreuz | (nördlich Berthelsdorf, an der Grenze zu Kemnitz) (Karte) | Bezeichnet mit 1814                                                                                       | Ortsgeschichtlich von Bedeutung. Nicht mehr auffindbar. | 08960918 |
| Direkt Bild zu diesem Denkmal hochladen | Wohnhaus | Fichtelrode 11 (Karte)                                    | Um 1800                                                                                                   | Obergeschoss Fachwerk, zweifarbig verschiefert, weitgehend im ursprünglichen Aussehen erhaltener Bestandteil der Aussiedlung, baugeschichtlich von Bedeutung. Zwischen 2018 und 2024 aus der Denkmalliste gestrichen. | 08960814 |
| Weitere Bilder                          | Wassermühlenanwesen mit Wohnhaus (Umgebinde) über Hakengrundriss, Gartenlaube und schmiedeeiserner Einfriedung sowie gegenüberliegendem Mühlengebäude (Nr. 14a) mit Esse, vorhandenem Wasserbau und Technik | Hauptstraße 14a, 35 (Karte)                               | Bezeichnet mit 1839 (Wohnhaus), Kern womöglich älter; Ende 19. Jahrhundert (Mühle); um 1900 (Gartenlaube) | Baugeschichtlich und ortsgeschichtlich bedeutendes Ensemble, Wassermühlenanwesen mit Wohnhaus (Umgebinde) über Hakengrundriss, Gartenlaube und schmiedeeiserner Einfriedung; abgerissen im Februar 2018               | 08960828 |
| Direkt Bild zu diesem Denkmal hochladen | Brücke | Hauptstraße 106 (vor) (Karte)                             | 19. Jahrhundert                                                                                           | Bruchstein-Bogenbrücke, baugeschichtlich von Bedeutung; nach 2014 von der Denkmalliste gestrichen, wahrscheinlich durch Neubau ersetzt                                                                                | 08960862 |
| Weitere Bilder                          | Mehrere Quelleneinfassungen der alten Wasserleitung nach Herrnhut | Kemnitzer Straße (nördlich Berthelsdorf) (Karte)          | 18. Jahrhundert                                                                                           | Technikgeschichtlich von Bedeutung; nach 2014 von der Denkmalliste gestrichen | 08960854 |
| Direkt Bild zu diesem Denkmal hochladen | Wohnhaus (Umgebinde) | Kemnitzer Straße 5 (Karte)                                | 1. Hälfte 19. Jahrhundert                                                                                 | Doppelstubenhaus, Obergeschoss Fachwerk, Giebel zweifarbig verschiefert, weitgehend im ursprünglichen Aussehen erhalten, baugeschichtlich von Bedeutung; zwischen 2008 und 2013 abgerissen                            | 08960810 |
|                                         | Wohnstallhaus mit integriertem Wirtschaftsteil | Obere Dorfstraße 19 (Karte)                               | 1. Hälfte 19. Jahrhundert, womöglich älter                                                                | Obergeschoss Fachwerk, Beispiel ländlicher Holzbauweise, baugeschichtlich von Bedeutung; wahrscheinlich zwischen 2008 und 2013 abgerissen. Es ist unklar, ob das eingebundene Foto wirklich das Denkmal zeigt.        | 08960807 |
| Direkt Bild zu diesem Denkmal hochladen | Wohnstallhaus über Hakengrundriss | Südstraße 69 (Karte)                                      | Kern 18. Jahrhundert                                                                                      | Obergeschoss Fachwerk, Rest eines ehemaligen Bauernhofes, baugeschichtlich und straßenbildprägend von Bedeutung; zwischen 2014 und 2016 abgerissen                                                                    | 08960831 |

## Tabellenlegende
- Bild: Bild des Kulturdenkmals, ggf. zusätzlich mit einem Link zu weiteren Fotos des Kulturdenkmals im Medienarchiv Wikimedia Commons. Wenn man auf das Kamerasymbol klickt, können Fotos zu Kulturdenkmalen aus dieser Liste hochgeladen werden:
- Bezeichnung: Denkmalgeschützte Objekte und ggf. Bauwerksname des Kulturdenkmals
- Lage: Straßenname und Hausnummer oder Flurstücknummer des Kulturdenkmals. Die Grundsortierung der Liste erfolgt nach dieser Adresse. Der Link (Karte) führt zu verschiedenen Kartendiensten mit der Position des Kulturdenkmals. Fehlt dieser Link, wurden die Koordinaten noch nicht eingetragen. Sind diese bekannt, können sie über ein Tool mit einer Kartenansicht einfach nachgetragen werden. In dieser Kartenansicht sind Kulturdenkmale ohne Koordinaten mit einem roten bzw. orangen Marker dargestellt und können durch Verschieben auf die richtige Position in der Karte mit Koordinaten versehen werden. Kulturdenkmale ohne Bild sind an einem blauen bzw. roten Marker erkennbar.
- Datierung: Baubeginn, Fertigstellung, Datum der Erstnennung oder grobe zeitliche Einordnung entsprechend des Eintrags in der sächsischen Denkmaldatenbank
- Beschreibung: Kurzcharakteristik des Kulturdenkmals entsprechend des Eintrags in der sächsischen Denkmaldatenbank, ggf. ergänzt durch die dort nur selten veröffentlichten Erfassungstexte oder zusätzliche Informationen
- ID: Vom Landesamt für Denkmalpflege Sachsen vergebene, das Kulturdenkmal eindeutig identifizierende Objekt-Nummer. Der Link führt zum PDF-Denkmaldokument des Landesamtes für Denkmalpflege Sachsen. Bei ehemaligen Kulturdenkmalen können die Objektnummern unbekannt sein und deshalb fehlen bzw. die Links von aus der Datenbank entfernten Objektnummern ins Leere führen. Ein ggf. vorhandenes Icon  führt zu den Angaben des Kulturdenkmals bei Wikidata.